# Nocardia
Nocardia (nokardie) je rod grampozitivních aerobních bakterií, tyčinkovitého tvaru, z kmene aktinobakterií. Často však tvoří vláknité vzdušné mycelium. Jejich buněčná stěna je podobná stěně mykobakterií.
Řadíme k nim asi 85 druhů. Nokardie se vyskytují po celém světě především v půdě bohaté na humus.
Některé z nokardií jsou oportunisticky patogenní (původci nokardióz). Nokardie, které infikují člověka, se do těla dostávají z půdy. V ohrožení onemocnění jsou zejména pacienti se sníženou imunitou (infekce HIV, transplantace kostní dřeně, atp.)